# Anticucho
El anticucho es un tipo de brocheta de origen peruano, que posteriormente se volvió popular en algunos países sudamericanos con diferentes variaciones. Consiste en carne y otros alimentos que se asan ensartados en un pincho. Durante la época precolombina el anticucho se preparaba con trozos de carne de llama y se condimentaba con hierbas aromáticas y ají. Otras versiones señalan que el plato es fruto de la interacción de la tradición mora e hispánica que llegó Perú con la conquista, existiendo preparaciones a base de carne y corazón de cabra en la región y demostrándose con la gran tradición española del aprovechamiento total de la res (incluyendo sus vísceras).[cita requerida]
Aunque su origen se remontaría a la era precolombina, el anticucho como tal se popularizó durante la época colonial, siendo uno de los platos más importantes servidos a los esclavos del antiguo Virreinato del Perú y consumido regularmente por los descendientes de los primeros encomenderos. En la actualidad, este plato fue llevado por la migración peruana a los distintos países como Argentina, Bolivia, Ecuador y Chile.
En el Perú, el anticucho se caracteriza por el uso de corazón de res y su consumo se acentúa durante el mes de octubre como parte de las tradiciones gastronómicas de las festividades del Señor de los Milagros.

## Historia

### Etimología
El término anticucho se encuentra en Perú, por lo cual se señala que provendría del quechua. Según el antropólogo y botánico Fernando Cabieses, y algunos textos del archivo de la Biblioteca Nacional del Perú, [cita requerida] el término proviene del quechua antikuchu (anti: este, Andes y kuchu: ‘corte’) o anti-uchu (uchu: ‘ají’).

### Origen
Los anticuchos se pueden rastrear en textos españoles del siglo XVI, cuando los conquistadores hispanos llegaron al Perú. En esa época al anticucho se le agregaron ingredientes europeos, como la carne de res (que remplazaría a la de llama u otros utilizados en la época del imperio Inca) y el ajo. Al respecto, la escritora Erika Fetzer menciona que de acuerdo a la tradición los anticuchos se preparaban originalmente con carne de llama y que al llegar los españoles los ensartaron en palitos a modo de brochetas, macerando la carne en vino.
Los españoles traficaron también con esclavos negros, que se establecieron en Lima y en la costa del sur chico de la Ciudad de los Reyes del Virreinato del Perú. Estos adoptaron este plato (o lo adaptaron del que ya comerían en África).

En aquellos tiempos los españoles desechaban todo tipo de vísceras y se las daban como alimento a los esclavos,lo cual viene en contradicción de la tradición de aprovechar las vísceras de los españoles con platos extremeños como la chanfaina. A ellos se debe la receta actual que nació con la necesidad de tener un plato atractivo, de buen aspecto y mejor sabor; específicamente se usaba el corazón de la res y se maceraba con chicha. En el Perú, se mantiene la tradición, el nombre y esos ingredientes.

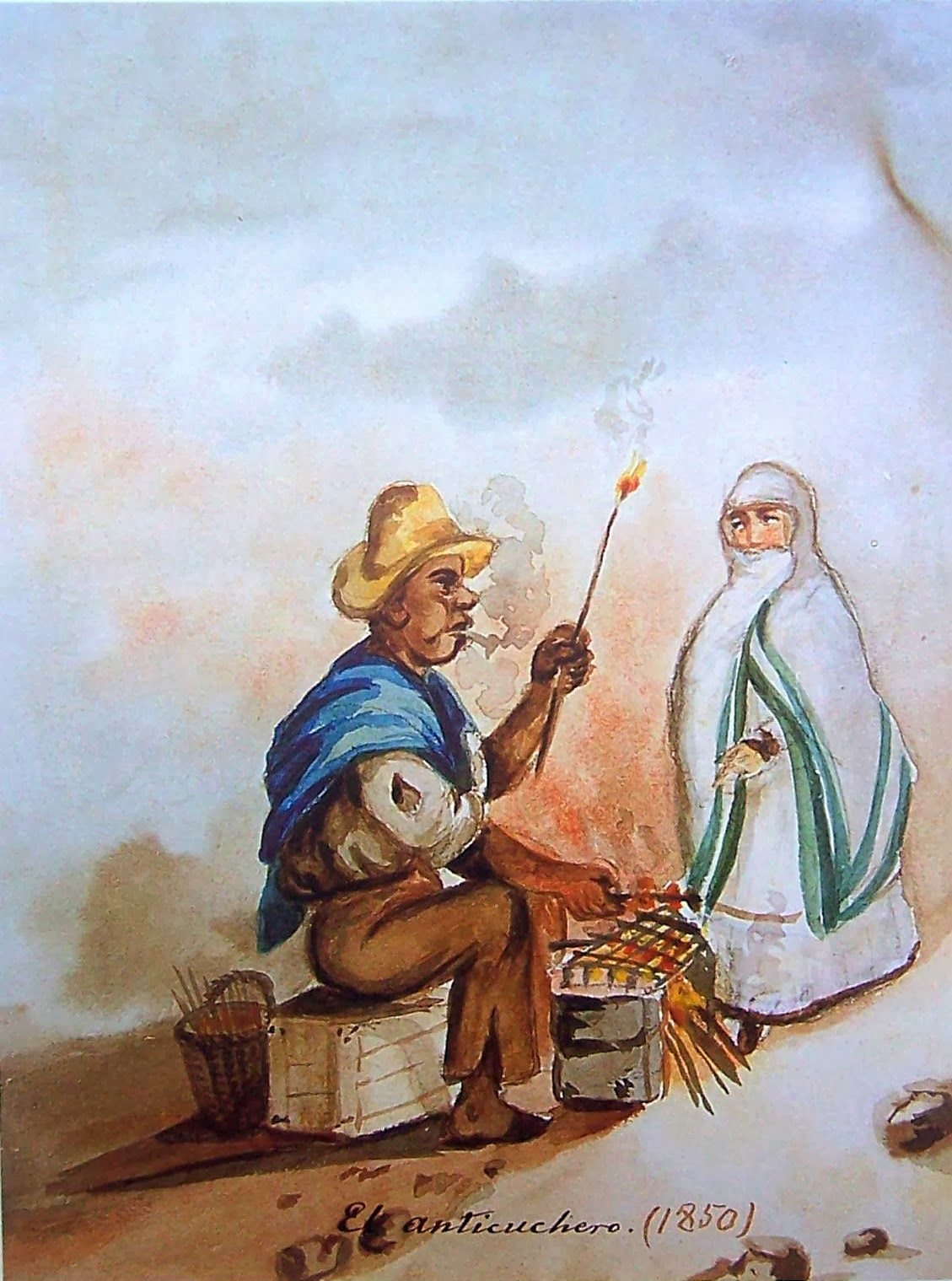
El anticuchero (1850) de Pancho Fierro.

El primer registro gráfico de lo que son los anticuchos y las personas que se dedicaban al oficio de elaborarlos y venderlos, los anticucheros, son autoría del acuarelista afroperuano Pancho Fierro quien los dibujó a mediados del siglo XIX.
El tradicionalista peruano Ricardo Palma describe los pregones limeños en sus Tradiciones Peruanas publicadas en 1883, mencionando la venta de anticuchos a las 3 de la tarde:

A las tres [pregonaban sus productos] el melcochero, la turronera y el anticuchero.
Ricardo Palma

El mismo Palma les denominaba bisteque en palito, y los describía como 

trocitos de hígado de vaca (sic), atravesados por una cañita que, después de asados y condimentados con ají comen, desde hace tres siglos, los muchachos y los peones de chacra en la costa del Perú… El anticucho y el choncholí fueron importados a América por los esclavos traídos de la costa de África.

Este plato alcanzó con el tiempo gran demanda, haciéndose más usual y desprejuiciado su consumo en el Virreinato del Perú y luego avanzado el siglo XX, en otros puntos de Sudamérica.
En el Perú se consumen los anticuchos de acuerdo con la ya tradicional receta del siglo XVI a base de corazón de res. Preparados similares con carne de pescado, pollo, mariscos y de otras carnes a la parrilla se les llaman brochetas.
El término francés brochette y su equivalente español «brocheta» suele usarse para llamar otros platos similares a los anticuchos.
Preparados similares han sustituido el tradicional corazón de res (de contextura firme una vez macerada y sazonada), utilizando el corazón o pechuga de pollo, el pescado, el cuy, los mariscos (como el camarón) y otros tipos de carnes. En el pasado, también se preparaba en el Perú otro plato similar con carne de ballena, (de color, contextura y sabor parecido al de corazón de res). Estos platos han adoptado nombres como brochetas o anticuchos dependiendo del país donde se prepare.

## Variedades regionales

### Jujuy, Argentina
Aunque es un plato desconocido por la mayoría de la población, en este país la tradición de comer anticuchos es típica del norte del país, sobre todo en la provincia de Jujuy. Su elaboración es bastante simple, consiste de papas cocidas, corazón de res cortado en trozos pequeños y especias. Se suele acompañar con algún aderezo picante, y su presentación para la venta es directamente con la vara o palito sacado de la parrilla.
Normalmente es vendido en fiestas patrias tales como el 25 de mayo o el 9 de julio, o en fiestas populares y cumpleaños.

### Bolivia

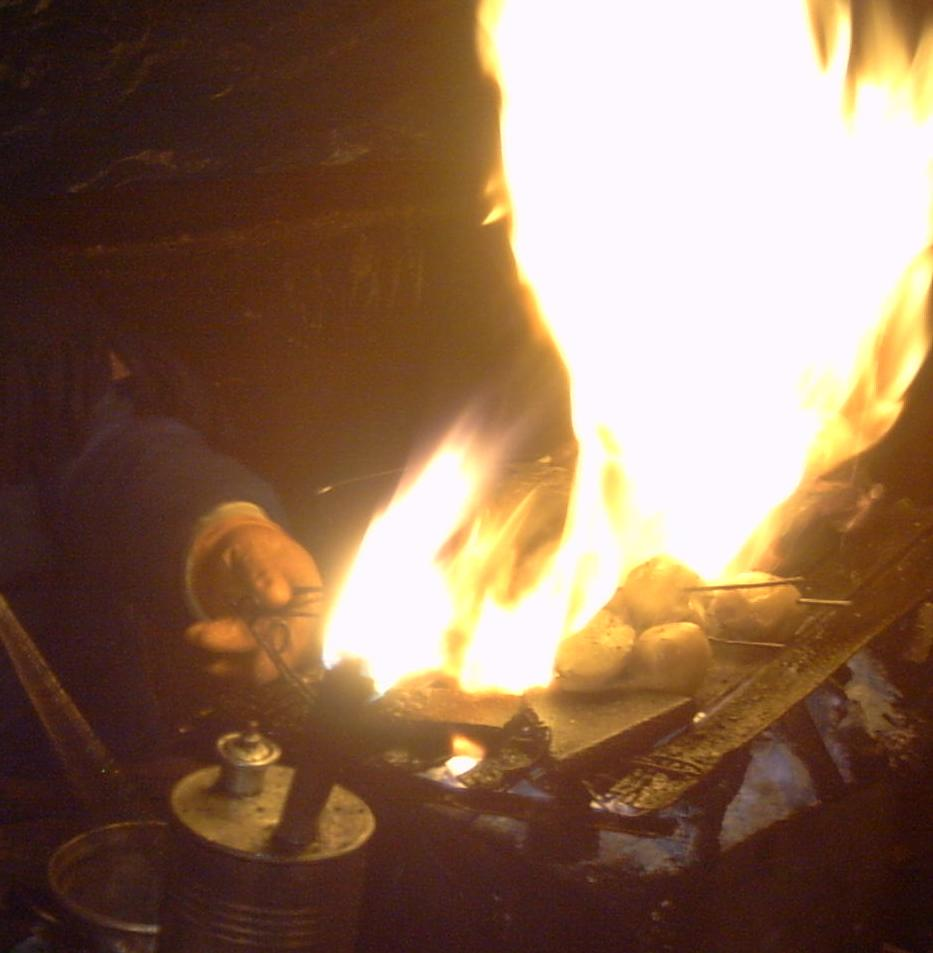
Anticuchos en Bolivia

En Bolivia la preparación del anticucho es bastante simple. Se utiliza papas cocidas, corazón de res cortado en trozos pequeños, vinagre, especias y un aderezo a base de ají y maní. Para la cocción se utiliza una vara de madera o metal en la cual se colocan los trozos de corazón para cocerlos en una parrilla, una vez cocidos se acompaña con las papas y el ají. Suele servirse directamente de la vara, aunque se acostumbra también servirlo en un plato.
Es una costumbre de las personas que venden este producto, lo hagan en la noche. Las anticucheras poseen una forma muy particular de llamar la atención de sus posibles comensales; esto lo logran haciendo flamear el anticucho con la combinación de vinagre y especias que se coloca a medida que el anticucho se va cociendo, tal y como se ve en la imagen.

### Chile

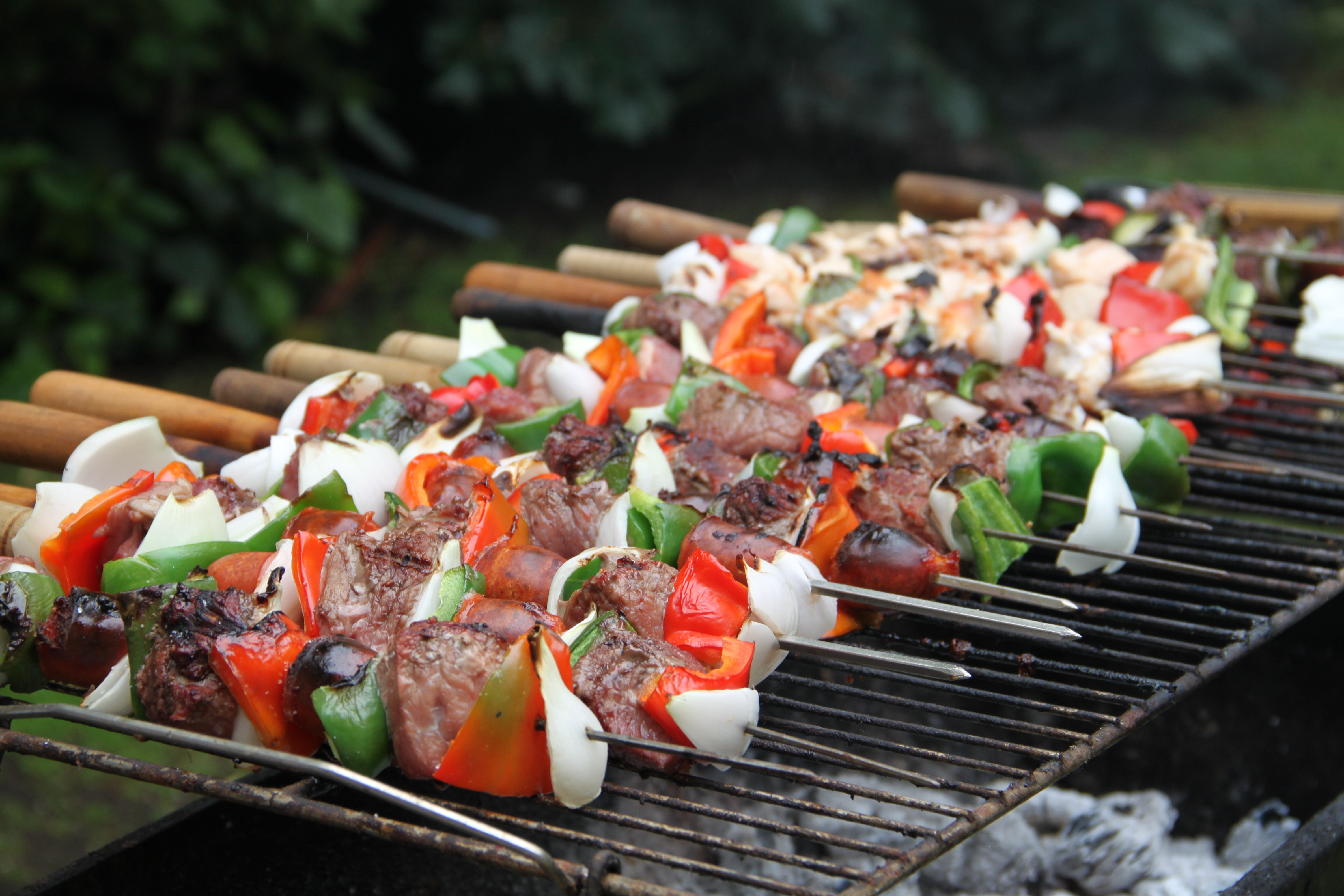
Ejemplo de anticuchos brocheta chilenos en una parrilla.

En Chile existen diferentes tipos de anticuchos diferenciándose unos de otros según sus ingredientes y tamaño, existiendo el anticucho tradicional, el anticucho común y las brochetas.
El anticucho chileno forma parte de un grupo de tradiciones de la chilenidad, que tienen sus orígenes en la época de la colonia, cuando Chile era una capitanía general del Virreinato del Perú, y su costumbre ha perdurado desde entonces. Su periodo de mayor consumo se produce en fondas en septiembre, durante la celebración de las Fiestas Patrias.
En Quilicura el 27 de junio de 2004, en manos de Carmen Larenas Whipple, entonces concejala de la comuna, y la Fundación Previene, cocinaron el «Anticucho más grande del mundo», de más de 200 m de largo y usando 400 kg de carne, y 5000 rodajas de cebolla y pimentón, a modo de conmemorar y mantener viva esta tradición criolla.

#### Tipos
El anticucho tradicional chileno: se hace con pedazos de carne de vacuno, y cebolla ensartadas intercaladamente en un fierro de aproximadamente 40 cm de largo, sazonado con sal gruesa, asados a las brasas, se acompaña con pan marraqueta en la punta del fierro.[cita requerida]
El anticucho común: se prepara, generalmente, con diferentes tipos de carne de vacuno y/o cerdo, y en menor medida con pollo, cortado en trozos pequeños, ensartados en un fierro de no más de 30 cm de largo, en el cual se ensartan intercaladas trozos de longaniza, chorizo, vienesas y verduras tales como cebolla, pimentón, zanahorias e incluso champiñones; cocinándolos igual como las carnes en una parrilla (asado). Se aliña con sal gruesa a gusto y si se quiere con vinagre, o jugo de limón. Popularmente se adereza con una salsa hecha a partir de ajo, cebolla y cilantro picado, vinagre, limón y cerveza. Esta salsa se esparce sobre el anticucho con un ramo de perejil. Por lo general no es un plato principal en una comida, sino como acompañamiento en un asado junto con otras carnes, choripanes, papas, vienesas, etcétera.[cita requerida]
La brocheta de carne: es la variante más pequeña; se ensarta en varitas de madera de 15 cm. o menos y en los últimos años su venta se ha popularizado en la vía pública.[cita requerida]

### Perú

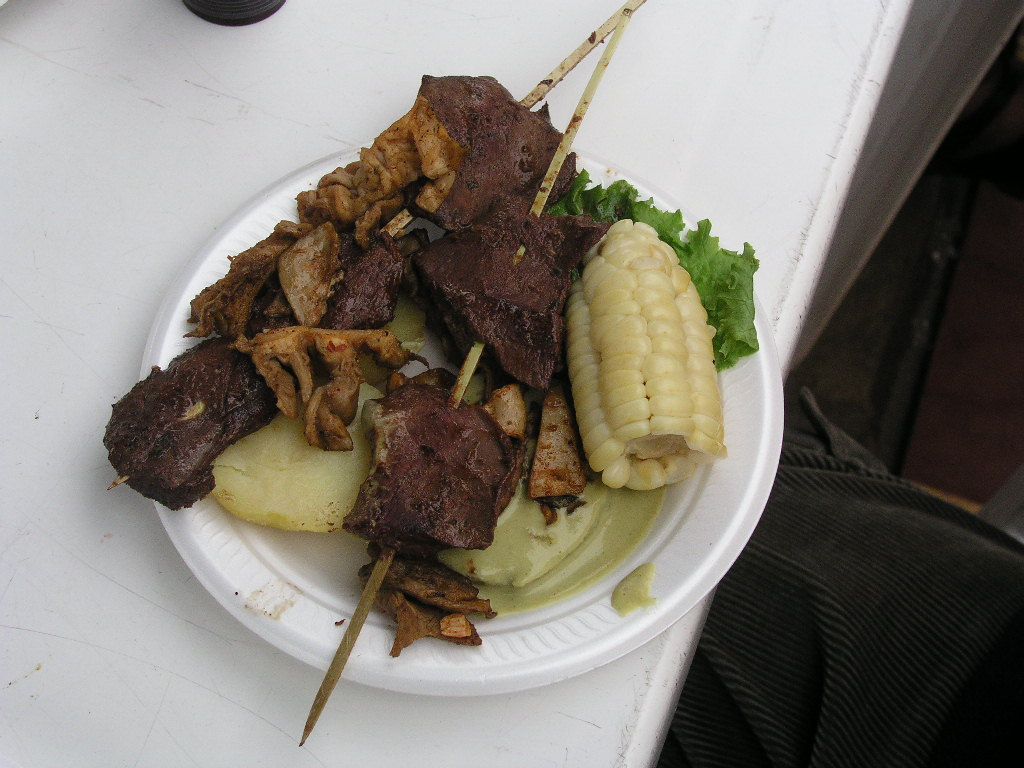
Anticuchos con rachi de Perú.

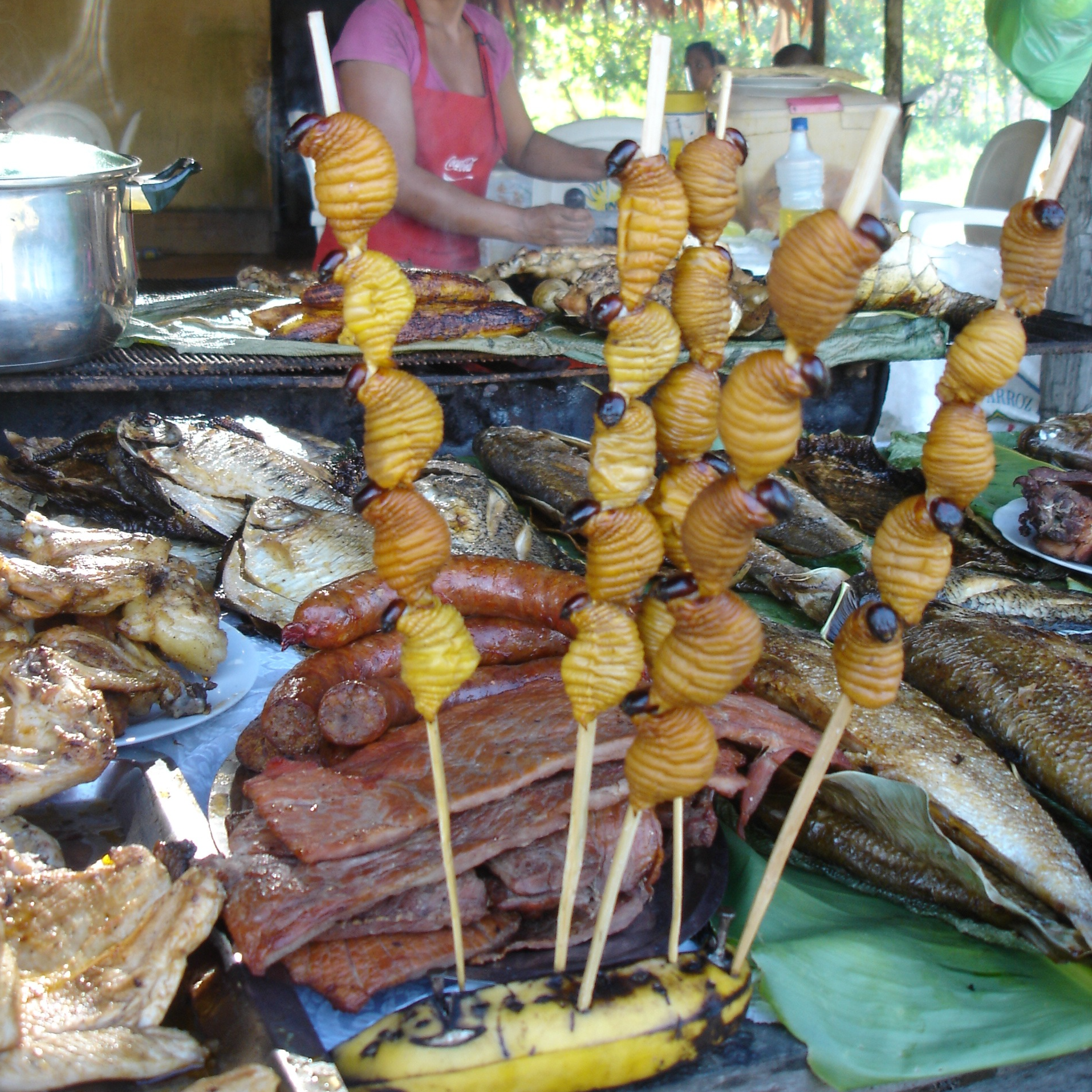
Anticuchos de suri (Iquitos, Perú)

El anticucho peruano es originaria y forma parte arraigada de las más profundas tradiciones de la capital del Perú y es más difundido el anticucho clásico al corazón de res, aunque se pueden utilizar otras proteínas animales, como pollo, pescados o mariscos. En la selva peruana se conoce también el anticucho de suri.

#### Características
Su preparación parte de la base de corazón de res cortada en trozos (en la actualidad según la región se prepara con corazón de otros animales comestibles). Para adobar la carne se emplea generalmente aceite vegetal, ajo picado, comino, zumo de lima, pasta de ají panca, pimienta molida y fresca, sal, vinagre de vino tinto, cerveza negra, orégano y verduras de todo tipo.
Los ingredientes se colocan en un tazón, se mezclan y se dejan macerar los trozos de carne, entre quince minutos o de un día para el otro. Tras el adobado se ensartan los trozos de carne en palitos de caña (“palo de carrizo”) a razón de tres o cuatro cada brocheta y se llevan a la parrilla previamente calentada a carbón. Con una brocha elaborada de panca (envoltura natural del choclo) se unta el aderezo mientras se asa y se van rotando a mano hasta dorarlos ligeramente. Finalmente se sirve las brochetas acompañadas de papa sancochada, dorada en la parrilla y aderezada con el adobo, choclo y una salsa de ají o una salsa criolla preparada con una base de ají rocoto, limón y cebollas cortadas a la pluma, o una salsa de ají amarillo. Las cocineras ambulantes que lo preparan suelen cocinar en la misma parrilla que los anticuchos el rachi (estómago de la res), el choncholí (intestino delgado) y las mollejas. Existen otras versiones de anticuchos que no incorporan carne de res, sino otros alimentos como carnes de pollo, mollejas, pescado y marisco, aunque estas versiones no posean el arraigo del realizado con vísceras.

#### Tradiciones

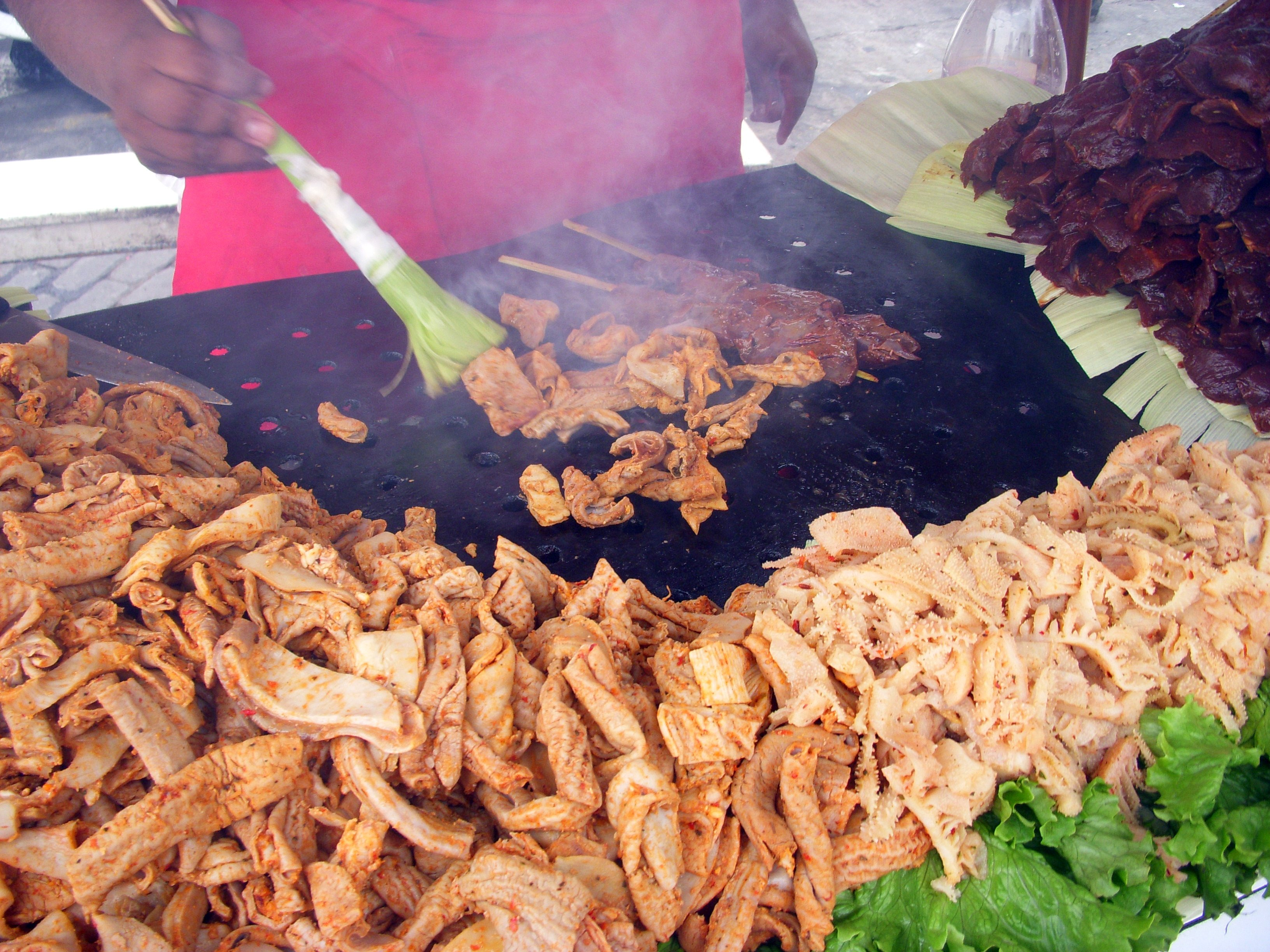
Anticuchería: Puesto de elaboración y venta de anticuchos, muchas veces de carácter ambulante. En primer plano se está elaborando choncholí (intestino delgado) y rachi (mondongo) para acompañar al anticucho.

Los anticuchos son parte de la gastronomía callejera de Lima, aunque también goza de popularidad su preparación casera (a modo de piqueo), y está presente en las cartas de restaurantes de categoría. Están íntimamente ligados a la vida de capital peruana, a las creencias religiosas, como la procesión y feria taurina del Señor de los Milagros, y a las tardes deportivas en el Estadio Nacional José Díaz de Lima, en donde las vivanderas han establecido en la explanada del recinto deportivo un negocio permanente donde los limeños acuden a consumir el tradicional plato.
Es común ver en octubre de cada año, a una muchedumbre seguir a la tradicional Procesión del Señor de los Milagros y detrás del mar humano vestido de morado, seguir a las vivanderas en sus carritos y también vestidas con el tradicional hábito morado, expendiendo el tradicional anticucho, los picarones y chicha morada.
Asimismo, los aficionados a la "fiesta brava", durante el mes de octubre de cada año, después de una tarde de corrida de toros, al son de pasodobles y la tradicional marinera, no se retiran del coso de Acho en el distrito del Rímac, sin pasar al comedor a degustar los tradicionales anticuchos y otras comidas criollas de la gastronomía del Perú; y hacia el 31 de agosto de cada año, en el centro histórico de Lima, las calles aledañas al convento de Santa Rosa de Lima se cierran a la circulación vehicular para acoger a una multitud de fieles y vivanderas que expenden el tradicional anticucho peruano. En la ciudad norteña de Trujillo, el plato es parte del entorno gastronómico del Festival Internacional de la Marinera.
Las anticucherías, establecimientos ambulantes de venta de este plato, también están relacionadas con las peleas de gallos.
Durante todo el año, al atardecer, en las calles de los barrios populares y distritos limeños del Rímac, Barrios Altos, Surquillo, Barranco, Chorrillos, Lince, Pueblo Libre, La Victoria y otros del resto de la República peruana, como Pucallpa e Iquitos a orillas del río Amazonas, es común ver a familias enteras aglomerarse en torno a las anticucheras.
Hernán Velarde apuntó:

Pues libres de despapuchos hay tardes que Lima entero se alterna frente al brasero y se atraca de anticuchos.

Al igual que la pollada peruana, una anticuchada es un evento solidario de recaudación de fondos para fines personales o grupales donde se preparan y venden anticuchos (junto a rachi y choncholí) y bebidas alcohólicas.
En julio de 2005 la Asociación de Anticucheros y Sangucheros de Lince presentó un gigantesco anticucho de 56 metros, que utilizó 450 kilos de corazón de res, 200 kg de papas, 150 kg de choclo y 10 de rocoto. Fue considerado «el anticucho más grande del mundo» por el libro Guinness de Récords.
En 2011 la Cámara de Comercio de Jesús María propuso al Ministerio de la Producción la realización de un Festival y concurso de anticucho, que se celebraría en febrero. Asimismo, cada tercer domingo de octubre se celebra el Día del Anticucho.